# Le Bocasse

Le Bocasse este o comună în departamentul Seine-Maritime, Franța. În 1 ianuarie 2022 avea o populație de 655 de locuitori.